# 派屈克·萊希
派屈克·約瑟夫·萊希（英語：Patrick Joseph Leahy，/ˈleɪhiː/；1940年3月31日—） ，美國政治人物，民主黨籍，曾任佛蒙特州聯邦參議員，1975年至2023年任職於參議院。期間萊希接替逝世的丹尼爾·井上參議員擔任美國參議院臨時議長，其任期從2012年12月17日至2015年1月6日為止；在2020年大選中，由於民主黨贏得了自隔年起對參議院的控制權，使其再次擔任參議院臨時議長。
萊希是佛蒙特州史上第一位獲選的民主黨聯邦參議員。在參議院裡，他曾三次擔任司法委員會主席。
2021年11月15日，莱希宣布他不会在2022年的中期选举寻求连任。之后同为民主党人的彼得·韋爾奇接任他的参议员职位，成为代表佛蒙特州的第二位民主党参议员。